# Jan Peka
Jan Peka (Osztrák–Magyar Monarchia, Csehország, Rataje nad Sázavou, 1894. július 27. – 1985. január 21.) olimpiai és világbajnoki bronzérmes, Spengler-kupa-győztes, Európa-bajnok cseh nemzetiségű csehszlovák jégkorongkapus.
Karrierjét a Hockey Cercle Karlinban kezdte 1911-ben, és 1914-ig volt csapattag. Az első világháború után már mint csehszlovák a HC Sparta Prahában játszott 1927-ig. Ezután a LTC Prahában játszott egészen pályafutása végéig, 1936-ig. Ebben az időben négyszer nyerték meg a Spengler-kupát (1929, 1930, 1932, 1933).
Válogatottként először a bohémiai csapatban játszott az 1913-as Európa-bajnokságon. Ekkor ezüstérmesek lettek.
Részt vett az 1920-as nyári olimpián, ahol a csehszlovák válogatott tagja volt. Első mérkőzésükön a kanadai válogatott 15–0-ra legyőzte őket. Ezután az ezüstéremért játszottak az amerikai válogatottal, és ismét nagyon kikaptak, ezúttal 16–0-ra. A bronzmérkőzésen viszont 1–0-ra legyőzték a svéd válogatottat, és így bronzérmesek lettek.
Az 1928-as téli olimpián kikaptak a svédektől, majd megverték a lengyeleket, de csak három csapat volt a csoportban, így nem jutottak tovább.
Az 1936-os téli olimpián a csoportjukból úgy jutottak tovább, hogy még gólt sem kaptak. A nyolcaddöntőben két négyes csoport volt, és innen másodikként jutottak tovább. Csak az amerikai válogatott tudta őket megverni 2–0-ra. A végső négyes döntőben mindhárom ellenfelüktől kikaptak, és végül csak negyedikek lettek.
1925-ben, 1929-ben és 1933-ban bajnok, 1926-ban és 1936-ban ezüstérmes, 1931-ben, 1934-ben és 1935-ben bronzérmes lett a jégkorong-Európa-bajnokságokon.
1933-ban, 1934-ben és 1935-ben már világbajnokságon is játszott, és az elsőn bronzérmes lett.
Tagja a Cseh Jégkorong Hírességek Csarnokának.